# John Velazquez
John Velazquez, född 24 november 1971 i Carolina, Puerto Rico, är en puertoricansk jockey som är verksam i USA. Han är en av USA:s mest framgångsrika galoppjockeys, och har tagit över 6 000 segrar. Han valdes in i Horse Racing Hall of Fame 2012.

## Karriär
Velazquez har tagit femton segrar i Breeders' Cup-löp och sex Triple Crown-löp, inklusive tre segrar i Kentucky Derby (2011, 2017, 2020). Han var även först i mål i 2021 års upplaga av Kentucky Derby på Medina Spirit, men ekipaget diskvalificerades senare för positivt dopningsprov. Velazquez har även segrat i större grupp 1-löp som Kentucky Oaks, Metropolitan Handicap, Whitney Handicap, Dubai World Cup, och Woodbine Mile.
Strax efter Velazquez flyttade till USA 1990, vann han sitt första stakeslöp, Ticonderoga på Aqueduct Racetrack. Han tog sin första seger i ett grupplöp kommande år i Ohio Derby med Private Man. 1995 tog han sin första seger i ett grupp 1-löp, då han segrade i Turf Classic Invitational på Belmont Park.
Velazquez är känd för att vara kylig i löpen, samt att ha "nerver av stål".

## Privatliv
Velazquez är gift med Leona O'Brien, dotter till galopptränaren Leo O'Brien. Paret bor i New York och har två barn ihop, dottern Lerina och sonen Michael Patrick.